# Cerámica de Kamarés

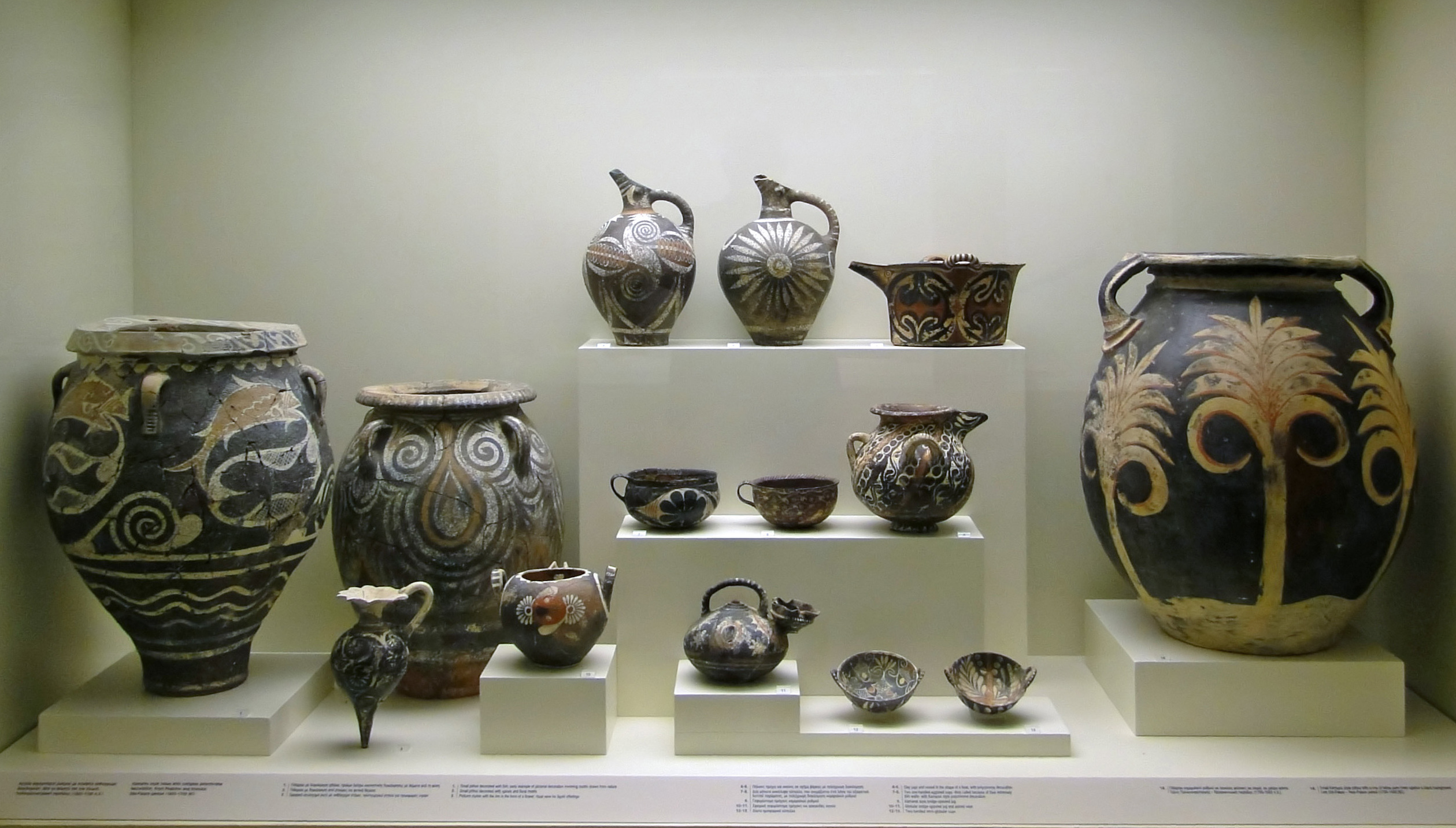
Vasos de Kamarés en el Museo arqueológico de Candía, Creta

La cerámica de Kamarés es un tipo distintivo de cerámica producida en Creta durante el período minoico, que se remonta a MM IA (h. 2100 a. C.). Es la primera cerámica policroma de la civilización minoica, aunque las primeras expresiones de decoración proto-Kamarés es anterior a la introducción del torno de alfarero. Para el período LM IA (h. 1450), o el final del período del primer palacio, esta cerámica declina en distribución y en "vitalidad". Tradicionalmente se han interpretado como un objeto de prestigio, posiblemente usado como cerámica de mesa por la élite. 
Los diseños de kamarés suelen decorarse en blanco, rojo y azul sobre un fondo negro. Los más típicos son los florales abstractos, geométricos, vegetales y animalísticos, entre ellos de fauna marina (por ejemplo, pulpos).
Los ejemplos que sobreviven incluyen copas con borde, pequeñas jarras redondeadas con pitorro, y grandes tinajas de almacenamiento (pithoi), en las que se combinan dibujos curvilíneos abstractos y motivos marinos y de plantas estilizados se pintan en blanco y tonos de rojo naranja, y amarillo sobre fondos negros. El estilo de Kamarés es a menudo elaborado, con complejas pautas de cerámica de un grosor de cáscara de huevo. Se han encontrado conjuntos de copas y jarros, y se ha sugerido que pudieron usarse en rituales, aunque la cerámica de Kamarés presumiblemente también adornaron las mesas del primer palacio. 
La primera cerámica de Kamarés que se encontró en un yacimiento no fue, sin embargo, en Creta, sino en una excavación de Lahun en Egipto, y fue descubierta por Flinders Petrie. Actualmente se encuentra en el Museo Británico. Se encontraron restos de este tipo de cerámica en Jasor, en la zona C de la ciudad inferior. Pero el nombre (Kamarés o Camares), procede de la cerámica encontrada en la cueva santuario de Kamarés en el Monte Ida en 1890. 

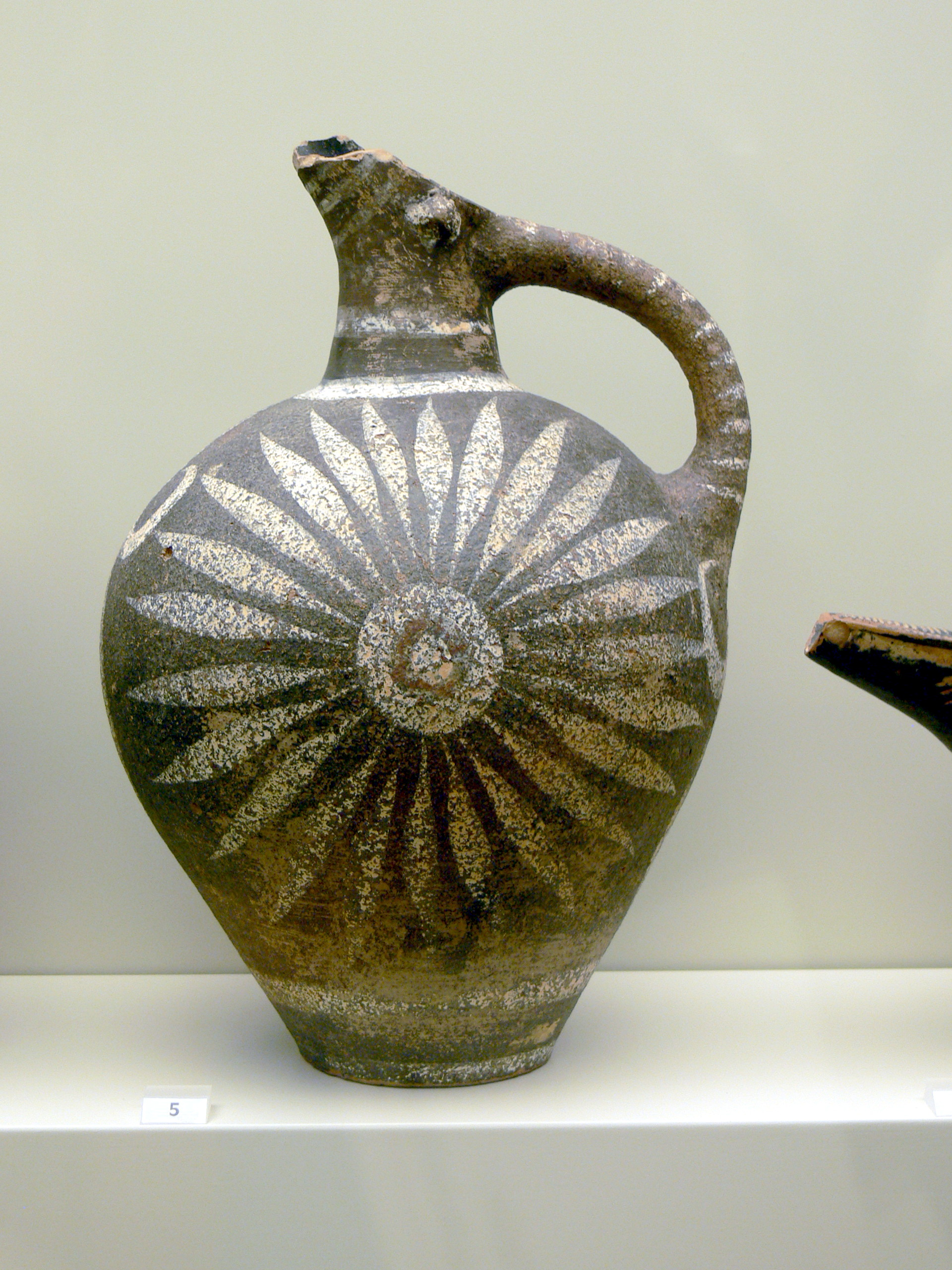
Vaso estilo Kamares, período de los Antiguos Palacios, 2100 a. C.-1700 a. C.

Con arcilla más fina, trabajada en el torno, permite mayor precisión en las formas y bajo fondos oscuros brillantes, azules o negros, se decora con colores blanco, rojo, naranja, amarillo o pardo fluidos diseños florales, con motivos como rosetas, ondas, cruces potenzadas, esvásticas o espirales. Los diseños suelen ser repetitivos y generalmente, compuestos simétricamente. Comienzan aquí los temas naturalistas, con figuras de pulpos, crustáceos, lirios, azafranes o palmeras, todos muy estilizados. Toda la superficie del recipiente está densamente cubierta, y a veces, el espacio está dividido en bandas. Una variedad es la de cáscara de huevo (egg shell pottery) por tener su cuerpo extremadamente delgado.
Gisela Walberg en 1976 identificó cuatro etapas en la cerámica Kamarés, con un "estilo clásico de Kamares" situado en el período MMII, sobre todo en el complejo del palacio de Faistos. Se introdujeron nuevas formas, con motivos curvilíneos y radiantes, con pie, etcétera.